# Železniška postaja Logatec
Železniška postaja Logatec je ena izmed železniških postaj v Sloveniji, ki oskrbuje bližnje naselje Logatec.
Železniška postaja stoji na nadmorski višini 481.Novice, gospodarske, obrtniške in narodne so 29.aprila leta 1863 objavile nadmorske višine železniških postaj od Ljubljane do Trsta. Logaška postaja ima zapisani dve meri v dunajskih čevljih. 1.mera 1524 čevljev in 2. mera 1534 čevljev.
dunajski čevelj = 31,6 cm = 12 palcev

## Zgodovina
Logaško in Ljubljansko postajo je zgradil Gustav Tönnies. V Ljubljano je prišel na povabilo župana Hradetzkega leta 1845 iz Gradca, da bi zgradil ostrešje Kolizeja. Gradnja železnice Dunaj - Trst je bila poslovna priložnost za Gustava Tönniesa zato je v Ljubljani ostal in ustanovil tesarsko podjetje  ga razširil na področje gradbeništva, proizvodnjo gradbenih materialov, livarstva in strojne industrije.
Iz Ljubljane je 30. oktobra 1856 ob 13.00 odpeljala  lokomotiva »Gleichenberg« in zahrumela po kraški železnici. To je bila poizkusna vožnja cesarskega ministrskega svetovalca gospoda Ritter von Ghega v spremstvu inšpektorja Johana Fillungerja. Zraven sta bila tudi gospoda Wilhelm Czermak in Anton Schediwy, ki jima je bila zaupana izvedba gradnje, ter višji inženir Giovanni Arcari. Vožnja je potekala iz Ljubljane preko močvirja (Ljubljanskega barja), čez borovniški viadukt do Logatca brez težav. 5 milj dolgo progo smo prevozili v uri in pol. Po kratkem  postanku v  Logatcu smo se vrnili po isti poti brez zastojev nazaj v Ljubljano. Ta vožnja je bila lepa preizkušnja za kraško železnico, kajti najtežje gradbeno delo je odsek na ljubljanskem barju in borovniški viadukt, ki sta se pokazala za zahtevna gradbena objekta, ki ju redko kje drugje najdeš podobna in bosta zelo zanimiva za vse potnike, ki se bodo vozili po tej progi.  
Med prvo svetovno vojno je bila železniška postaja Logatec pomembna za oskrbovanje soške fronte.  
Ko so Italijani leta 1916 prišli čez Sočo je bilo konec oskrbovanja po bohinjski železnici. Tako so iz Logatca - Kalc - Hotedršice - Godoviča - Črnega vrha - Zadloga - Poncala (Lokev) v dolžini 53 km zgradili prvo linijo konjske železnice Pferdefelbahn. Gradili so jo od 15. avgusta do 29. novembra 1916.V Godoviču pa je bil odcep za Idrijo in so jo zgradili od 1. do 30. novembra 1916. Tukaj je bila gradnja najtežja, saj so morali graditelji premagati veliko nadmorsko višino iz Godoviča do Idrije.. Na trasi je bilo v skalo potrebno zgraditi in izvrtati 25 m dolg predor. Pred 12. soško bitko so železnico iz Idrije podaljšali do Trebuše. Gradili so jo od 11. septembra do 18. oktobra 1917. Tirna širina je bila 600 mm.  
V začetku so za vleko vagončkov  uporabljali konje, v letu 1917 pa disel motorčke. Na železniški postaji Logatec so skladiščili vse za potrebe bojišča, strelivo, orožje, hrano, vodo, obleko, gradbeni in sanitetni material, pošto in druge potrebne stvari. Z vagončki, ki so bili odprti in zaprti so lahko pripeljali od 1 do 2,5 tone tovora. Konja sta hodila ob tiru ali na ozkih delih proge med tiri. Nadziral jih je voznik, poleg pa je bil še zavirač. Ob sami progi je bilo veliko hlevov, raznih skladišč. Ves ta material pa so na koncu proge potem dostavljali tudi s sistemom žičnic, čim bližje frontni črti. Žičnica Črni vrh - Col, Zadlog - Predmeja in Poncala - Ajdovščina - Grahovo. Nazaj pa so vozili predvsem ranjence, ki so jih potem oskrbovali v obvezališčih. 
Železniška nesreča na  postaji Logatec 1.oktobra 1917. 
Prva svetovna vojna se je začela 28. julija 1914, ko je Avstro - Ogrska napovedala Srbiji vojno. V začetku prve svetovne vojne je Italija ostala nevtralna, čeprav je bila v trojnem paktu z centralnimi silami. Igrala je dvojno vlogo in se tajno tako dogovarjala z centralnimi silami ( Avstro – Ogrska, Nemčija in Kraljevina Italija)  kakor z antanto (Velika Britanija, Francija, Rusija). Aktivno pa se je v prvo svetovno vojno vključila ko so ji antantne sile obljubile velik del ozemlja, ki je tedaj pripadal Avstro – Ogrski, predvsem ozemlje poseljen z Slovenci in Hrvati ter Nemci na Tirolskem.
23. maja 1915 je Italija napovedala vojno Avstro – Ogrski. Tako se je odprlo bojišče na Tirolski in Soški fronti. Fronta se je nepričakovano  zelo približala tudi logaški kotlini oziroma Logatcu. Vojska je za vzdrževanje fronte potrebovala oskrbovalne poti, žičnice in železnice. Ker je bila bohinjska železnica že v frontni črti, so vojaški poveljniki za oskrbo soškega bojišča izbrali železniško postajo Logatec. Iz logaške postaje so za oskrbo fronte zgradili ozkotirno progo z ranžirno postajo na Poštnem vrtu, v centru Logatca (Mercator, stanovanjska soseska na Prešernovi ulici).  Proga je potekala v smeri Kalc, Hotedršice, Godoviča, Črnega Vrha in končni postaji v Zadlogu. Ker se je prav na logaški železniški postaji pretovorilo veliko vojaškega materiala, tudi streliva, ni čudno, da je prav tu prišlo do omenjene nesreče.
Železniški inženir Ludwig Stockert nesrečo opisuje takole:
V  železniški nesreči,  1. oktobra leta 1917 je prišlo do eksplozije  na postaji  Logatec, na avstrijski južni železnici, kjer so bili naloženi vagoni z strelivom.34 ljudi je umrlo.
Na železniški postaji Logatec je stalo devet tovornih vagonov, z 90 tonami artilerijskega streliva, zloženih v zaboje, pripravljenih za prevoz. Ob 13:30 uri je  iz neznanega vzroka strelivo eksplodiralo. 34 ljudi je umrlo, 75 je bilo ranjenih. Železniški objekti in stavbe v okolici, kot tudi 53 tovornih vagonov je bilo uničenih ali drugače poškodovanih. Požar so pogasili šele v naslednjih treh dneh.
Franc Mihevc – „logaški vedež“ je napisal naslednji zapis:
Dne 1.oktobra 1917 ob 2. uri popoldan je bila na logaškem kolodvoru velika eksplodicija streljiva ki je bil v veliki množini zaloge nagramaden po barakah bili so to velike verste šrapneli in granat. Pravili so da je neki vojak ali po neprevidnosti ali pa tudi mogoče nalašč vergel ono večjih granat na tla da je eksplodirala in je z strašanskim treskom počila in nesla kamenje od 20 do 25 metrov široko in je tam v obilju ubila nekaj desetin tam zaposlenih vojakov zanetilo se je s tem več tam nahajajočih barak z živežem  in raznim druzim blagom zgorel je tudi velik Magazin in vse kar je bilo v njem blaga ter tudi več železnih vozov ki so stali z streljivom obloženi v bližini  na tij strani Logaškega kolodvora je stalo po več velicih kupov tramov in žagenc ki so vse zgorele. To je bil strašansko velik ogenj ki je gorel tri do štiri dni in njemu enacega de niso Logatčani še nikdar videli ves čas je pa tudi več ali manj pokalo in to toliko časa da je vse tam nahajajoče streljivo eksplodiralo in je nosilo svoje razbite kose daleč na okoli in so po bližnih hišah dosti cegla pobile in veliko škode mu napravile in so tudi po nepotrebnem več ljudi oziroma vojakov spravili na oni svet kjer se oblastva jih silila da so morali ta ogenj gasiti drugi ljudje so bili v velikem strahu in so vse popustili po hišah in bežali prav od kolodvora. To priložnost so pa porabili razni vojaki uderali so po hišah in tu pokradli kar je njim pod roke prišlo.
Tekst je napisan v logaškem narečju.
V zborniku Gasilskih 110 let v Logatcu je zapisano sodelovanje gasilcev takole:
Omeniti moramo grozovito eksplozijo, ki je nastala na železniški postaji 1.10.1917 leta, ko je skladišče municije za soško fronto dobesedno razneslo. Ubitih je bilo ogromno vojakov in ruskih ujetnikov. Prisotnosti načelnika žel. postaje Žiliču in strojevodji ( ime ni znano) gre zahvala, da je iz postaje odpeljal vlak, naložen z municijo in tako preprečila še hujšo katastrofo. Gasilci so sodelovali pri reševanju in gašenju kar cel teden, dva gasilca sta bila tudi ranjena.
Leta 1918 je bil sklican občni zbor gasilcev, na katerem je bilo prisotnih samo 16 članov. Iz poročil se je ugotovilo, kako so gasilci sodelovali ob eksploziji na železniški postaji z orodjem in opremo, ki so jo dokaj uničili, niso pa dobili za to nobenega plačila niti priznanja in kot so izjavili, da jim še  „ v rit me piši „ ni nihče rekel za to uslugo (iz zapisnika).
Knjiga Logatec Črtice iz življenja kraja in obeh župnij opisuje ta dogodek na strani 142:
1. oktobra 1917 je eksplodirala municija na kolodvoru. Pri tem je umrlo 13 ruskih ujetnikov, zagorel je ves les in okoliške zgradbe. Neki vojak je po nesreči ali nalašč vrgel ob tla granato. Kamenje je letelo do 25 metrov na vse strani.

Na železniško postajo Logatec je bil s 1. prosincem 1916  za revidenta (nadzornika) imenovan Oskar Szillich (Žilič). Tako je zapisal časopis Slovenski narod  28.decembra 1915 za  imenovanja in premeščanja uslužbencev pri južni železnici.
Nadzornik Oskar Szillich (Žilič) in pogumni železničarji so odklopili vlak poln razstreliva in ga odpeljali iz postaje na progo proti Verdu. Tako  so Logatec rešili še pred večjo  katastrofo in škodo.
Pri tem dogodku so sodelovali tudi zaposleni železničarji iz Logatca.
Med temi železničarji je pri tej nesreči in reševanju vlaka sodeloval  tudi moj stari oče Jože Jerina starejši. Za pogum je dobil tudi medaljo. Če bi še obstajala Avstro – Ogrska, bi vsako leto, kot nosilec prejel določeno odpravnino do konca življenja.
Takšen spomin in zapis je nastal,  za nesrečo, ki se je zgodila pred skoraj 106 leti na železniški postaji v Logatcu.
Tone Jerina

vir:1. Novice, gospodarske, obrtniške in narodne  29. aprila leta 1863
vir:2. Ljubljanski časopis 31. oktober 1856
vir:3 Južna železnica - Tone Jerina
vir:4. Sto let železniške nesreče na železniški postaji Logatec. 1. del. 2. del  Tone Jerina
Logaške novice : glasilo občine Logatec. - ISSN 0350-9281 (Let. 48, št. 11, nov. 2017, str. 17; Let. 48, št. 12, dec. 2017, str. 13)          Wikipedija, Franc Mihevc, Gasilskih 110 let v Logatcu, LOGATEC Črtice iz življenja kraja in obeh župnij 1990, Slovenski narod, po pripovedi pokojnega očeta Toneta Jerine in strica Jožeta Jerine, prevod iz nemščine Dušan Fatur. Ludwig Stockert: Eisenbahnunfälle (Neue Folge) – Ein weiterer Beitrag zur Eisenbahnbetriebslehre. Berlin 1920